# Cornelio Bentivoglio (cardinale)
Cornelio Bentivoglio d'Aragona, anche noto come Selvaggio Porpora (Ferrara, 27 marzo 1668 – Roma, 30 dicembre 1732), è stato un cardinale, arcivescovo cattolico e scrittore italiano.

## Biografia
Nacque a Ferrara il 27 marzo 1668, figlio del tragediografo Ippolito e di Lucrezia Pio di Savoia. Tra i suoi avi figura il cardinale Guido Bentivoglio e fu, questa, una discendenza che lo aiutò nella carriera ecclesiastica.
Nel 1712 fu nunzio apostolico a Parigi; in quella sede si oppose fermamente al giansenismo e ai suoi seguaci - il Quesnel in particolare -, finché il duro scontro divenne problematico e convinse il pontefice Clemente XI a richiamarlo in patria.
Papa Clemente XI lo elevò alla dignità cardinalizia nel concistoro del 29 novembre 1719. Fu ascritto alla congregazione della Consulta e a quella de Propaganda Fide e resse per sei anni la legazione apostolica di Ravenna. Nel 1726 fu nominato ministro plenipotenziario del re di Spagna presso la Santa Sede. Partecipò ai conclavi che elessero Innocenzo XIII, Benedetto XIII e Clemente XII.
Fece parte dell'Accademia degli Intrepidi, della quale fu eletto principe, ospitò e protesse l'Accademia della Selva e aderì con il nome di Entello Epiano all'Accademia dell'Arcadia.
Si dedicò sin da giovane alla composizione di poesie. Al 1692 risale « un oratorio secentesco sonoro e pomposo », La vita trionfante della morte, e copiosa fu la produzione di sonetti e odi. Tradusse in prosa una tragedia di Corneille, la Pulchérie, ma la sua fama è principalmente legata alla celebre versione poetica della Tebaide di Stazio, pubblicata tre anni prima della morte.
Nel 1726 Bentivoglio aveva preso sotto la sua protezione il giovane poeta Carlo Innocenzo Frugoni, e fu opinione diffusa, per molto tempo e in virtù dello stile utilizzato, che proprio quest'ultimo avesse tradotto i versi di Stazio. In realtà, come spiega Carlo Calcaterra, « non già il Frugoni fu maestro al Bentivoglio di frugonianismo, ma il Bentivoglio al Frugoni ». I versi della Tebaide, al pari delle poesie bentivogliesche, rivelano l'influsso della Gerusalemme liberata.
Morì a Roma il 30 dicembre 1732 all'età di 64 anni e fu sepolto nella sua chiesa titolare di santa Cecilia.

## Opere
- La Tebaide di Stazio di Selvaggio Porpora, Roma, appresso Giovanni Maria Salvioni nell'Archiginnasio della Sapienza, 1729. URL consultato il 16 giugno 2019.

## Genealogia episcopale
La genealogia episcopale è:
- Cardinale Scipione Rebiba
- Cardinale Giulio Antonio Santori
- Cardinale Girolamo Bernerio, O.P.
- Arcivescovo Galeazzo Sanvitale
- Cardinale Ludovico Ludovisi
- Cardinale Luigi Caetani
- Cardinale Ulderico Carpegna
- Cardinale Paluzzo Paluzzi Altieri degli Albertoni
- Cardinale Gaspare Carpegna
- Cardinale Fabrizio Paolucci
- Cardinale Cornelio Bentivoglio

## Ascendenza
|                                                     |                                                     |                                                     | Genitori                                                   |  |  | Nonni |  |  | Bisnonni                                     |  |  | Trisnonni                                           |  |
|                                                     |                                                     |                                                     |                                                            |  |  |       |  |  | 8. Enzo Bentivoglio, I marchese di Scandiano |  |  | 16. Cornelio I Bentivoglio, I marchese di Gualtieri |  |
|                                                     |                                                     |                                                     |                                                            |  |  |       |  |  | 8. Enzo Bentivoglio, I marchese di Scandiano |  |  | 16. Cornelio I Bentivoglio, I marchese di Gualtieri |  |
|                                                     |                                                     | 17. Isabella Bendidio                               |                                                            |  |  |       |  |  | 8. Enzo Bentivoglio, I marchese di Scandiano |  |  |                                                     |  |
| 4. Cornelio II Bentivoglio, I marchese di Magliano  |                                                     |                                                     |                                                            |  |  |       |  |  | 8. Enzo Bentivoglio, I marchese di Scandiano |  |  |                                                     |  |
|                                                     |                                                     | 9. Caterina Martinengo Colleoni                     | 18. Francesco Martinengo Colleoni, conte                   |  |  |       |  |  |                                              |  |  |                                                     |  |
|                                                     |                                                     | 9. Caterina Martinengo Colleoni                     | 18. Francesco Martinengo Colleoni, conte                   |  |  |       |  |  |                                              |  |  |                                                     |  |
|                                                     |                                                     | 9. Caterina Martinengo Colleoni                     | 19. Beatrice Langosco                                      |  |  |       |  |  |                                              |  |  |                                                     |  |
| 2. Ippolito II Bentivoglio, II marchese di Magliano |                                                     | 9. Caterina Martinengo Colleoni                     |                                                            |  |  |       |  |  |                                              |  |  |                                                     |  |
|                                                     |                                                     | 10. Alfonso Strozzi, conte                          | 20. Nicola Palla Strozzi, patrizio di Ferrara              |  |  |       |  |  |                                              |  |  |                                                     |  |
|                                                     |                                                     | 10. Alfonso Strozzi, conte                          | 20. Nicola Palla Strozzi, patrizio di Ferrara              |  |  |       |  |  |                                              |  |  |                                                     |  |
|                                                     |                                                     | 10. Alfonso Strozzi, conte                          | 21. Anna Bevilacqua                                        |  |  |       |  |  |                                              |  |  |                                                     |  |
| 5. Anna Strozzi                                     |                                                     | 10. Alfonso Strozzi, conte                          |                                                            |  |  |       |  |  |                                              |  |  |                                                     |  |
|                                                     |                                                     | 11. Caterina Turchi                                 | 22. Alfonso Turchi, II conte di Crespino e Ariano          |  |  |       |  |  |                                              |  |  |                                                     |  |
|                                                     |                                                     | 11. Caterina Turchi                                 | 22. Alfonso Turchi, II conte di Crespino e Ariano          |  |  |       |  |  |                                              |  |  |                                                     |  |
|                                                     |                                                     | 11. Caterina Turchi                                 | 23. Livia Obizzi                                           |  |  |       |  |  |                                              |  |  |                                                     |  |
| 1. Cornelio Bentivoglio                             |                                                     | 11. Caterina Turchi                                 |                                                            |  |  |       |  |  |                                              |  |  |                                                     |  |
|                                                     | 12. Enea Silvio Pio di Savoia, reggente di Sassuolo | 24. Marco Pio di Savoia, signore di Sassuolo        |                                                            |  |  |       |  |  |                                              |  |  |                                                     |  |
|                                                     | 12. Enea Silvio Pio di Savoia, reggente di Sassuolo | 24. Marco Pio di Savoia, signore di Sassuolo        |                                                            |  |  |       |  |  |                                              |  |  |                                                     |  |
|                                                     | 12. Enea Silvio Pio di Savoia, reggente di Sassuolo | 25. Lucrezia Roverella                              |                                                            |  |  |       |  |  |                                              |  |  |                                                     |  |
| 6. Ascanio Pio di Savoia, principe di San Giorgio   | 12. Enea Silvio Pio di Savoia, reggente di Sassuolo |                                                     |                                                            |  |  |       |  |  |                                              |  |  |                                                     |  |
|                                                     |                                                     | 13. Barbara Turchi                                  | 26. Ippolito Turchi, I conte di Crespino e Ariano          |  |  |       |  |  |                                              |  |  |                                                     |  |
|                                                     |                                                     | 13. Barbara Turchi                                  | 26. Ippolito Turchi, I conte di Crespino e Ariano          |  |  |       |  |  |                                              |  |  |                                                     |  |
|                                                     |                                                     | 13. Barbara Turchi                                  | 27. Ippolita Tassoni                                       |  |  |       |  |  |                                              |  |  |                                                     |  |
| 3. Lucrezia Pio di Savoia                           |                                                     | 13. Barbara Turchi                                  |                                                            |  |  |       |  |  |                                              |  |  |                                                     |  |
|                                                     |                                                     | 14. Enzo Bentivoglio, I marchese di Scandiano (= 8) | 28. Cornelio I Bentivoglio, I marchese di Gualtieri (= 16) |  |  |       |  |  |                                              |  |  |                                                     |  |
|                                                     |                                                     | 14. Enzo Bentivoglio, I marchese di Scandiano (= 8) | 28. Cornelio I Bentivoglio, I marchese di Gualtieri (= 16) |  |  |       |  |  |                                              |  |  |                                                     |  |
|                                                     |                                                     | 14. Enzo Bentivoglio, I marchese di Scandiano (= 8) | 29. Isabella Bendidio (= 17)                               |  |  |       |  |  |                                              |  |  |                                                     |  |
| 7. Beatrice Bentivoglio                             |                                                     | 14. Enzo Bentivoglio, I marchese di Scandiano (= 8) |                                                            |  |  |       |  |  |                                              |  |  |                                                     |  |
|                                                     |                                                     | 15. Caterina Martinengo Colleoni (= 9)              | 30. Francesco Martinengo Colleoni, conte (= 18)            |  |  |       |  |  |                                              |  |  |                                                     |  |
|                                                     |                                                     | 15. Caterina Martinengo Colleoni (= 9)              | 30. Francesco Martinengo Colleoni, conte (= 18)            |  |  |       |  |  |                                              |  |  |                                                     |  |
|                                                     |                                                     | 15. Caterina Martinengo Colleoni (= 9)              | 31. Beatrice Langosco (= 19)                               |  |  |       |  |  |                                              |  |  |                                                     |  |
|                                                     |                                                     | 15. Caterina Martinengo Colleoni (= 9)              |                                                            |  |  |       |  |  |                                              |  |  |                                                     |  |